# Alex Willy Langseth
Alex Willy Langseth (7. februar 1895, København - 20. oktober 1961, smst.) var en dansk kemiker.

## Uddannelse og karriere
Han blev student fra Roskilde Katedralskole, og læste herefter filosofikum på Københavns Universitet fra 1914 men fik aldrig taget embedseksamen. Han modtog universitetets guldmedalje i både 1917 og 1922. Han blev ansat i 1922 som assistent på universitetets kemiske laboratorium. I 1938 blev han udnævnt som ekstraordinær professor, og fem år senere blev han ordinær professor efter Einar Biilmann.
Han forskede i kemiske bindinger i organiske forbindelser. Han fattede interesse for spektroskopi og forskede ved Victor Henris laboratorium i Zürich i 1928-29, hvor han blev bekendt med den nyopdagede Ramaneffekt. Under opholdet fik han lagt grunden for sin disputats om Spektroskopiske Studier i 1930.
Han fik etableret laboratoriefaciliteter på Københavns Universitet, hvor han foretog et meget detaljeret studie af benzen med samtlige mulige deuterede derivater, hvilket skabet international opmærksomhed.

## Hæder
Han var formand for Kemisk Forening i 1940-43. Han var også i bestyrelsen for Rask Ørsted fondet, Ole Rømer fondet og Selskabet for naturlærens udbredelse fra 1958 til sin død.
Han blev udnævnt som medlem af Videnskabernes Selskab den 3. april 1936. I 1945 blev han medlem af Akademiet for de Tekniske Videnskaber
Han modtog H.C. Ørsted Medaljen i 1952.

## Privatliv
Langseth var søn af malermester Anders Peter Jensen (1870–1939) og Karen Langseth (1864–1923). Han blev gift i Roskilde med Harriet Elisabeth (1894-1968) i 1924.
Han blev begravet på Bispebjerg Kirkegård.